# Elswick (Tyne and Wear)
Elswick – dzielnica miasta i dystryktu (unitary authority)  Newcastle upon Tyne w Anglii, w hrabstwie Tyne and Wear. W 2011 roku Elswick liczyło 13 198 mieszkańców.